# Ó
Ó, ó — літера розширеного латинського альфабету, утворена буквою O з додаванням акута, вживається в чеській, еміліансько-романьольській, фарерській, угорській, ісландській, кашубській, казахській, польській, словацькій та лужицьких мовах. Ця літера також є в африкаансі, каталонській, нідерландській, ірландській, норвезькій, окситанській, португальській, іспанській, італійській та галісійській мовах як варіант літери «о». Іноді вона також використовується в англійській мові для запозичених слів.
Літера ó була в розробленому історичному проєкті українського латинського альфабету Йосипом Лозинським «Абецадло», де вона вживалася на місці праслов'янського і < о: Bóh, kóń, zlóśť, wón, stół, sposób, póznaty

## Використання різними мовами

### Китайська
У китайській мові піньінь ó — тон янпін (阳平, високий тон) «о».

### Чеська та словацька
Ó — 24 буква чеського альфабету та 28 буква словацького альфабету. Вона передає /oː/.

### Нідерландська
У нідерландській мові гострий наголос Ó використовується для позначення різних значень слів, наприклад voor/vóór («для» / «перед») або vóórkomen/voorkómen («відбутися» / «запобігти»).

### Емільяно-романьйольська
В емільяно-романьйольська мові ó використовується для позначення [o], наприклад sótt [sotː] «сухий». У романньолі ó використовується для позначення [oː], наприклад, alóra [aˈloːra] «тоді».

### Фарерська
Ó — 18-та літера фарерського альфабету і позначає /œ/ або /ɔuː/.

### Ісландська
Ó — це 19-та літера ісландського альфабету і позначає /oṷ/.

### Ірландська
Ó широко використовується в ірландській мові, де воно має різні значення:
- прийменник — «з»
- термін по батькові Ó «онук, (зазвичай чоловічий) нащадок», двоюрідний брат або троюрідний брат» (варіанти: Ua, Uí, Í Uaí). [1] Коли ірландські імена були англізовані, Ó зазвичай або відкидали, або записували як O'. [2] [3]
- вставне слово — «ой»

### Італійська
В італійській мові ó є необов'язковим символом (особливо використовується в словниках), який іноді використовується для вказівки на те, що наголошене o має вимовлятися з близьким звуком: córso [ˈkorso], «курс», на відміну від còrso [ˈkɔrso], «корсиканська» (але обидва зазвичай пишуться без знаків наголосу, якщо контекст зрозумілий). Подібний процес може відбуватися з é та è, як у *pésca, «рибалка», і *pèsca «персик», у яких знак наголосу не пишеться (обидва записуються як pesca ).

### Кашубська
Ó — 23-я літера кашубського альфабету і позначає /o/. Він також представляє /u/ у південних діалектах.

### Угорська
Ó — 25 буква угорського альфабету. Він представляє /oː/.

### Казахська
У 2018 році було запропоновано, щоб Ó був буквою в  латинській абетці на заміну кириличної Ө і представляв /œ/ (або /ʷœ/ ). Наприкінці 2019 року ця пропозиція була змінена на Ö.

### Польська
Ó — це 21 буква польського альфабету, що позначає /u/.

### Португальська
У португальській мові ó використовується для позначення наголошеного /ɔ / у словах, наголошений склад яких знаходиться в непередбачуваному місці в слові, як-от «pó» (пил) і «óculos» (окуляри). Якщо розташування наголошеного складу є передбачуваним, гострий наголос не вживається. Ó /ɔ / контрастує з ô /o /.

### Шотландська ґельська
Ó колись широко використовувався шотландською мовою, але тепер його значною мірою замінено на «ò». Його все ще можна побачити в певних творах, але більше не використовується в стандартній ортографії.

### Іспанська
Ó використовується в іспанській мові для позначення голосного «о» з аномальним наголосом.

### Лужицька
Ó позначає /uʊ/ у верхньолужицькій мові та представляє /ɛ/ або /ɨ/, особливо в нижньолужицькій мові.

### В'єтнамська
У в'єтнамському альфабеті ó — тон sắc (високий тон) «о».

## Відображення символів
Інформація про персонажів

### Штрихи клавіш
- Користувачі Microsoft Windows можуть ввести «ó», натиснувши Alt+0243 на цифровій панелі клавіатури. [4] «Ó» можна ввести, натиснувши Alt+0211

- У Microsoft Word натискання Ctrl+' (apostrophe) , після чого O створить символ ó. Натискання Ctrl+' (apostrophe) , потім ⇧ Shift+O призведе до появи символу Ó. [5] Пам’ятайте, що не натискайте Shift перед апострофом, оскільки це не введе цей символ.